# Passo di Monte Oppio
Il passo dell'Oppio è un valico dell'Appennino tosco-emiliano, presso San Marcello Pistoiese, di 821 metri. Il passo si trova sullo spartiacque fra il bacino idrografico del versante tirrenico e quello del versante adriatico.